# Campionati europei di atletica leggera indoor 2015 - 1500 metri piani femminili
La specialità dei 1500 metri piani femminili ai campionati europei di atletica leggera indoor di Praga 2015 si è svolta alla O2 Arena di Praga, nella Repubblica Ceca, l'8 marzo 2015.

## Podio
| Pos.    | Atleta             | Nazionalità | Misura  |
| ------- | ------------------ | ----------- | ------- |
| Oro     | Sifan Hassan       | Paesi Bassi | 4'09"04 |
| Argento | Angelika Cichocka  | Polonia     | 4'10"53 |
| Bronzo  | Federica Del Buono | Italia      | 4'11"61 |

## Record
Prima di questa competizione, il record del mondo (RM), il record europeo (EU) ed il record dei campionati (RC) sono i seguenti:
| Record                | Prestazione | Atleta                 | Data                                 | Competizione        |
| --------------------- | ----------- | ---------------------- | ------------------------------------ | ------------------- |
| Record mondiale       | 3'55"17     | Genzebe Dibaba Etiopia | 1º febbraio 2014 Karlsruhe, Germania |                     |
| Record europeo        | 3'57"91     | Abeba Aregawi Svezia   | 6 febbraio 2014 Stoccolma, Svezia    |                     |
| Record dei campionati | 4'02"54     | Doina Melinte Romania  | 3 marzo 1985 Il Pireo, Grecia        | Europei indoor 1985 |

## Programma
| Data         | Ora   | Turno          |
| ------------ | ----- | -------------- |
| 7 marzo 2015 | 11:15 | Qualificazioni |
| 8 marzo 2015 | 16:10 | Finale         |

## Risultati
Alla gara dei 1500 metri femminili hanno preso parte undici atlete. Per questo motivo non si sono corse le batterie di qualificazione, ma tutte le atlete sono passate direttamente alla fase finale.

### Finale
La finale si è corsa alle 16:10 di domenica 8 marzo.
| Pos.    | Nome                   | Nazione       | Tempo   | Note                          |
| ------- | ---------------------- | ------------- | ------- | ----------------------------- |
| Oro     | Sifan Hassan           | Paesi Bassi   | 4'09"04 |                               |
| Argento | Angelika Cichocka      | Polonia       | 4'10"53 |                               |
| Bronzo  | Federica Del Buono     | Italia        | 4'11"61 |                               |
| 4       | Katarzyna Broniatowska | Polonia       | 4'12"71 |                               |
| 5       | Gesa-Felicitas Krause  | Germania      | 4'15"40 |                               |
| 6       | Rosie Clarke           | Gran Bretagna | 4'16"49 |                               |
| 7       | Diana Mezuliáníková    | Rep. Ceca     | 4'16"93 | Miglior prestazione personale |
| 8       | Renata Plis            | Polonia       | 4'16"96 |                               |
| 9       | Florina Pierdevara     | Romania       | 4'17"05 |                               |
| 10      | Sonja Roman            | Slovenia      | 4'20"85 |                               |
| 11      | Silvia Danekova        | Bulgaria      | 4'25"44 |                               |